# Hydroptila occulta
Hydroptila occulta är en nattsländeart som först beskrevs av Eaton 1873.  Hydroptila occulta ingår i släktet Hydroptila och familjen smånattsländor. Enligt den finländska rödlistan är arten sårbar i Finland. Arten är reproducerande i Sverige. Artens livsmiljö är bäckar. Inga underarter finns listade i Catalogue of Life.